# Mauro Cichero
Luigi Mauro Cichero (Génova, Italia; 16 de octubre de 1951 - Oklahoma City, Estados Unidos, 21 de enero de 2019) fue un futbolista italiano naturalizado venezolano que jugaba como defensa y compitió por Venezuela en los Juegos Olímpicos de Moscú 1980.

## Trayectoria
Cichero nació en Génova, Italia, y migró con su familia a Venezuela a los 14 años. En este país, jugó para el Deportivo Italia, la Unión Deportiva Canarias y el ULA Mérida. Sus actuaciones lo llevaron a representar a Venezuela a nivel olímpico, y clasificó a los Juegos Olímpicos de Moscú 1980 luego del boicot y el retiro del equipo de Argentina. Su último club como profesional fue el Grosseto de la Serie B de Italia.
Fue internacional en nueve encuentros por la selección de Venezuela.
Tras su retiro comenzó su carrera como entrenador. En 1999 se mudó a Norman, Oklahoma, y en 2003 fue el entrenador del equipo de fútbol masculino de la Universidad St. Gregory.
Falleció el 21 de enero de 2019 en Oklahoma.

## Participaciones en Juegos Olímpicos
| Torneo                   | Sede  | Resultado    |
| ------------------------ | ----- | ------------ |
| Juegos Olímpicos de 1980 | Moscú | Primera fase |

## Clubes
| Club                     | País      | Año |
| ------------------------ | --------- | --- |
| Deportivo Italia         | Venezuela | ?   |
| Unión Deportiva Canarias | Venezuela | ?   |
| Universidad de Los Andes | Venezuela | ?   |
| Grosseto                 | Italia    | ?   |

## Vida personal
Fue el padre de los futbolistas profesionales Alejandro Cichero, Gabriel Cichero y Mauro Cichero. y sus hijas Jessie y Valeria Cichero .